# Kawee Tanjararak
Kawee Tanjararak o Beam (en tailandés: กวี ตันจรารักษ์; 18 de mayo de 1980) es un actor y cantante tailandés, fue miembro de una banda musical de jóvenes llamado D2B. Su contrato con RS, un programa de televisión, fue caducado. Se convirtió en un actor y cantante profesional.

## Biografía
Kawee Tanjararak o Beam, nació el 18 de mayo de 1980 en Tailandia. Fue nombrado  como Rawee, pero cambió su nombre antes de matricularse en la escuela secundaria. Es el hermano mayor de su familia. La hermana menor, Bua-Sarocha, es una actriz y cantante reconocida.

## Carrera
Debutó como modelo y actor cuando estaba cursando el segundo año de la universidad. Firmó un contrato con RS Public Company Limited. Poco tiempo después, se hizo conocer como parte integrante de una banda musical llamada D2B. Pero la banda se disolvió, por un hecho doloroso para sus fanes.
El 22 de julio de 2003, dos de sus integrantes sufrieron un gran accidente de coche y uno de ellos entró en estado de coma y perdió la vida como el cantante Panrawat Kittikorncharoen. Debido a esto, Kawee el 21 de septiembre de 2003, decidió continuar su carrera aparte.
El 25 de octubre de 2007, D2B, llegó a su fin. Su último álbum especial titulado "DB2B (Dan-Beam para Grande)", fue grabado como un homenaje al grupo.
En 2008, el álbum en solitario de Kawee, fue lanzado. Por otra parte, fue asignado como el primer embajador de WWF de Tailandia, durante tres años consecutivos en participar en muchos eventos ambientales, como la Hora del Planeta.

## Trayectoria

### Discografía

#### Álbum de estudio

##### Con D2B
- D2B (2001)
- D2B Summer (2002)
- Type Two (2003)
- D2B the Neverending Album Tribute to Big D2B (2004) ...Chan-Ja-Jab-Mheu-Ther-Aw-Wai song was produced by Beam (lyric) and Dan (melody).

##### Con Dan-Beam
- The Album (2005)
- The Album II: Relax (2006)
- The Album 3: Freedom (2007)
- DB2B (Dan-Beam to Big)(2007)

##### Con Beam
- Beam (2008) ...Duai-Hua-Jai-Ther song was written by Beam

#### Canciones especiales

##### D2B
- Meu-Thee-Mong-Mai-Hen - RS Meeting Concert 2001 Star Mission's special song (2001)
- Tuk-Wi-Na-Thee (Acoustic Version) - RS Acoustic for Friends' special song (2002)
- Mee-Ther - RS Star Club's special song (2002)
- Marathon - Marathon Dance Expo (2003)
- Sud-Rang-Ten - Marathon Dance Expo (2003)
- Chai-Mak-A-Rom-Nee - Marathon Dance Expo (2003)
- D2B YMCA MIX - Marathon Dance Expo (2003)
- Yu-Thee-Ther-Leau - Anti-Counterfeit Concert (2003)
- Tham-Duai-Mhue Sang-Duai-Jai Anti-Counterfeit Concert (2003)

##### Dan-Beam
- Thing-Hua-Jai-Wai-Thee-Ther - MIXICLUB's special song (2005)
- Ya-Krod-Nan - MIXICLUB's special song (2005)
- Luk-Kong-Poe - Luk-Kong-Poe album (2006)
- Pleaw-Fai-Haeng-Plai-Fan - Suphanburi's Game (2006)
- Kon-Thai-Rak-Kan - Southern Thailand Insurgency-involved song (2006)
- Infinite - Freedom Around the World Live in Concert's special song (2007) ...Lyric by Beam and melody by Dan

##### Beam
- Duai-Ai-Rak - OST. Sexphone and the Lonely Wave (2003)
- Klab-Ma-Dai-Mhai - OST. Sexphone and the Lonely Wave (2003)
- Tha-Mae-Mai-Leau-Krai-Rak - Missing Mom Riang-Kuam-Ruan-Mae album (2005)
- Porn-Kong-Poe - Luk-Kong-Poe album (2006)
- Kon-Klai-Chid-Kid-Ja-Seung - OST. Ku-Pan-Ku-Puan (2008)
- Pak-Kang-Kwa-Jai - OST. Sed-Thee-Kang-Khiang (2009)
- Sak-Wan-Chan-Ja-Jab-Mheu-Ther - OST. Sed-Thee-Kang-Khiang (2009)
- Jud-Plian - Love Maker II by AM:PM (2009)
- Mai-Yak-Mai-Mee-Ther - OST. Bangkok Sweeter (2011)
- Rak-Rai-Siang - OST. Mae-Tang-Rom-Bai (2012)
- Rak-Mai-Roo-Dab - OST. Jood-Nut-Pob (2012)

### Conciertos

#### D2B
- RS Meeting Concert Star Mission (2001) ... Guest
- D2B Summer Live in Concert (2002)
- Marathon Dance Expo Concert (2002) ... Guest
- D2B Goodtime Thanks Concert for Friends (2002)
- Anti-Counterfeiting Concert (2002) ... Guest
- D2B the Miracle Concert (2003)
- PCT Marathon Dance (2003) ... Guest
- Anti-Counterfeiting Concert (2002) ... Guest
- D2B the Neverending Concert Tribute to Big D2B (2004)

#### Dan-Beam
- Kid-Mak Concert (2005)
- Unseen Concert (2005)
- Riang-Kuam-Rung-Mae (2005) ... Guest
- Thai-Chinese Friendship Concert (2005) ...Guest
- Nice Club Concert (2006)
- Rao-Ja-Pen-Kon-Dee Concert (2007) ...Guest
- Freedom Around the World Live in Concert (2007)

#### Beam
- One Man & Fan-Krai-Mai-Ru Concert (2008)
- Salz Systema Show in One 22 (2009) ...Guest
- Halloo Beam Concert (2009)
- My Name is Kim Concert (2009) ...Guest
- My Blue World Concert (2009) ...Guest
- 72 Years Chula Accounting Charity Concert and Enjoy with Soontraporn Song (2011) ...Guest

### Music video
- Ther-Rak-Chan-Roo - Momay (2001)
- Sa-Pa-Wa-Thing-Tua - Dan (2011)

### Filmografía
- Where is Tong (2001) ... Khing[1]
- Omen (2003) ... Beam[2]
- Sexphone and the Lonely Wave (2003) ... Due[3]
- Noodle Boxer (2006) ... - (Extra)[4]
- Ponglang Amazing Theatre (2007) ... Win[5]
- Bangkok Sweety (2011) ... Fin[6]
- Valentine Sweety (2012) ... Fin[7]
- Sat2Mon (2012) ... Pokpong[8]
- The Room (2013) ... Bo

### Televisión

#### Series de estilo tailandés
- Pee-Nong-Song-Luad (2005) ... Phuwanart
- Hi Baby! (2005 - 2006) ... Cherngchai
- Mang-Korn-Soan-Pa-Yak (2006) ... Morakot
- Pud-Rak-Na-Mo (2007) ... Mothana
- Ku-Pan-Ku-Puan (2007 - 2008) ... Somkid
- Four Reigns (special episode) (2008) ... Aod
- Sed-Thee-Kang-Kiang (2010) ... Kim
- Mae-Tang-Rom-Bai (2012) ... Mike-Maitree
- Than-Chai-Nai-Sai-Mhok (2012) ... Fahkram(Extra)
- The Raven and the Swan (2013) ... Saharat
- Rak-Sud-Rit (2013) ... POL.SUB.LT. Tan Sattayarak

#### Series y Sitcoms
- Rod-Duan-Ka-Buan-Sud-Thai (2005 - 2006) ... Jue
- Puan-Sab-See-Kun-See (2006) ... V(Guest)
- Love Therapy (2011) ... Doc. Phum-Phumrat
- Jood-Nut-Pob (2012 - 2013) ... Pop
- Sud-Yod (2012) ... Doc. Good(Guest)
- Jood-Nut-Pob year 2 (2013) ... Pop-POL.CAPT. Eakkapop Benjanakin
- Jood-Nut-Pob year 3 (2014) ... Pop-POL.CAPT. Eakkapop Benjanakin
- Ra-Berd-Tiang-Thaew-Trong (2014) ...

#### Show
- Dan-Beam the Series (2007) ...Moderator
- Thailand's Most Famous (2012) ... Commentator